# Zelo
Dans ce nom coréen, le nom de famille, Choi, précède le nom personnel.
Choi Jun-hong (coréen: 최준홍; né le 15 octobre 1996) mieux connu sous son nom de scène Zelo (coréen: 젤로) est un rappeur, chanteur, danseur et beatboxer sud-coréen. Il était membre du boys band sud-coréen B.A.P formé sous TS Entertainment où il était le plus jeune membre et le rappeur principal.

## Filmographie

### Séries télévisées
| Année | Chaîne  | Émission             | Rôle       | Note(s)           |
| ----- | ------- | -------------------- | ---------- | ----------------- |
| 2012  | SBS MTV | Ta-dah It's B.A.P    | Zelo Robot | Membre du casting |
| 2012  | Mnet    | B.A.P's Killing Camp | Lui-même   | Membre du casting |

### Émissions musicales
| Année | Chaîne | Titre        | Rôle        | Note(s)                                  |
| ----- | ------ | ------------ | ----------- | ---------------------------------------- |
| 2012  | Mnet   | M! Countdown | Hôte invité | Avec B.A.P, RT M! Countdown (23-02-2012) |

### Sources
- (en) Cet article est partiellement ou en totalité issu de l’article de Wikipédia en anglais intitulé « Zelo » (voir la liste des auteurs).